# Министерство труда Республики Корея
Министерство труда Республики Корея занимается повышением условий труда, трудовых отношений между работодателями и профсоюзами, охраной труда и здоровья, контролем за своевременной и надлежащей выплатой трудящимся, разработкой политики в области занятости, трудоустройства, справедливым страхованием по безработице, профессиональным развитием навыков, страховым возмещением промышленных несчастных случаев и другими процедурными делами центрального правительства Республики Корея. 